# Camille Bachasson de Montalivet
Marthe Camille Bachasson de Montalivet, född 24 april 1801, död 4 januari 1880, var en fransk greve och politiker. Han var son till Jean Pierre Bachasson de Montalivet och Adélaïde de Saint-Germain.
Montalivet blev genom arvsrätt pär 1823, deltog i den liberala propagandan, slöt sig 1830 till hertigen av Orléans, blev 1831 undervisningsminister samt 1832 inrikesminister i Louis Mathieu Molés regering. Montalivet var därefter generalintendent för civillistan och grundade museet i Versailles. Även efter revolutionen 1848 var Montalivet en hängiven anhängare av orléanserna; han försvarade Ludvig Filip bland annat i skriften Le roi Louis-Philippe et la liste civile (1851). Montalivets Fragments et souvernirs utgavs 1899.